# La Pedriza

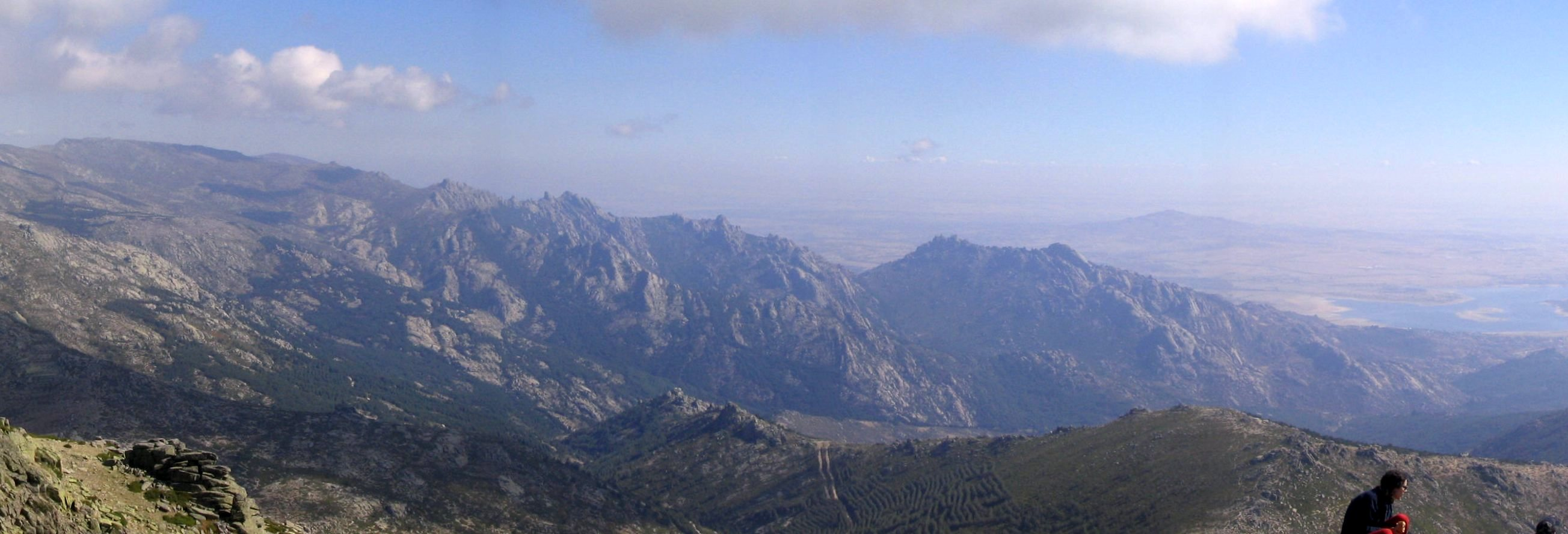
Panorama över La Pedriza från La Maliciosa (2 227 m ö.h.). Den vänstra delen av bilden är Pedriza Posterior, och den högra Pedriza Anterior. På bilden ser man Collado de la Dehesilla (1 453 m ö.h.) som delar de två delarna av La Pedriza.

La Pedriza är ett geologiskt intressant område beläget på de södra sluttningarna av Sierra de Guadarrama. Det är ett område av stort geologiskt intresse, likaså ett naturskönt område med sportsligt intresse. Området nås från Manzanares el Real, en spansk kommun belägen i nordvästra delen av Comunidad de Madrid. Det är det största granitformationen i Europa och innehåller otaliga bergstoppar, bergväggar, vattendrag och ängar.
Den mekaniska åverkan som klipporna har fått utstå under miljoner år har bildat mycket vackra och uppseendeväckande former, framförallt för bergsklättrare, som räknar mer än ett tusen leder av olika svårighetsgrad. Vandring är en annan sport som utövas mycket i La Pedriza. Bevis på detta är den massiva ström av människor som kommer till området under veckosluten.
De 32 kvadratkilometer som upptas av La Pedriza ligger ungefär inom den regionala parken Parque Regional de la Cuenca Alta del Manzanares, det största naturskyddsområdet i Madrid. I området växer mycket busksnår, som solvända (Cistaceae), och andra bergsväxter såsom ärtväxter (fabaceaes). Faunan är rik på rovfåglar och reptiler.

## Etymologi
Namnet "Pedriza" kommer från ordet "piedra", sten, som kommer från latinets petra. Området har fått namnet för sin stora mängd uppseendeväckande bergsformationer. La Pedriza är också känt som "La Pedriza del Manzanares" på grund av att floden Manzanares rinner i kanten av området.